# Toft (Cambridgeshire)
Pour les articles homonymes, voir Toft.
Toft est une paroisse civile et un village du Cambridgeshire, en Angleterre.